# NGC 962
NGC 962 في الفهرس العام الجديد، هي مجرة، تقع في كوكبة الحمل (كوكبة). اكتشفت في 13 ديسمبر 1871 بواسطة إدوارد ستيفان.

## روابط خارجية
- NGC 962 على موقع ويكي سكاي: DSS2, SDSS, GALEX, IRAS, Hydrogen α, X-Ray, Astrophoto, Sky Map, Articles and images